# Unruhen in der Region Qordai 2020
Die Unruhen in der Region Qordai waren ethnische Unruhen zwischen den Volksgruppen der Dunganen und Kasachen im Gebiet Schambyl in Kasachstan. Sie ereigneten sich am 7. Februar 2020 und konzentrierten sich vor allem auf den Bezirk Qordai. Infolge der Unruhen flohen mehrere Tausend Menschen kurzzeitig ins benachbarte Kirgisistan, elf Menschen kamen ums Leben.

## Hintergrund
Im Gebiet Schambyl im Süden Kasachstans leben etwa 60.000 Dunganen, im Bezirk Qordai an der Grenze zu Kirgisistan sind fast ein Drittel der Bevölkerung Dunganen. Diese sind eine muslimisch-chinesische Minderheit, die heute vorwiegend in Kirgisistan und Kasachstan leben und infolge der Dunganenaufstände im 19. Jahrhundert nach Zentralasien eingewandert sind.

## Verlauf
Am 5. Februar kam es im Dorf Sortöbe zu einer Auseinandersetzung zwischen den Insassen zweier Fahrzeuge. Dabei gab es eine Schlägerei zwischen drei jungen Männern dunganischer Herkunft und einem älteren Mann und seinen zwei Söhnen, ethnischen Kasachen. Infolgedessen wurden dieser und seine Söhne verletzt und mussten sich für eine medizinische Behandlung ins Krankenhaus begeben.
Am 7. Februar hielten Polizisten ein Fahrzeug in Sortöbe an. Sie forderten den Fahrer auf, ihnen zum Polizeirevier zu folgen, da er keine gültige Fahrerlaubnis und Fahrzeugpapiere vorweisen konnte. Der Fahrer weigerte sich aber den Anweisungen zu folgen und lief stattdessen in ein Wohnhaus, in dem sich die beiden Brüder des Fahrers befanden. Die drei Brüder rannten daraufhin aus dem Haus und begannen, die Polizisten zu attackieren. Ein Video des Vorfalls, in dem zu sehen ist wie die Polizisten geschlagen wurden, wurde später im Netz verbreitet. Dieses Video wurde in sozialen Medien von Augenzeugen verbreitet und in Verbindung mit dem Vorfall vom 5. Februar dargestellt. Am selben Abend kam es im Dorf Massantschi zu einer Massenschlägerei mit anfangs 70 Personen, als sich die Ereignisse in den sozialen Netzwerken verbreiteten, stieg die Zahl auf 300 Menschen an. Viele der Menschen kamen dabei aus umliegenden Dörfern, nachdem online zahlreiche Aufrufe zu Gewalt veröffentlicht wurden. Daraufhin zog ein Mob junger Männer, teilweise bewaffnet mit Eisenstangen, Steinen und Schusswaffen, durch das Dorf und setzte Gebäude und Fahrzeuge in Brand. Neben Massantschi kam es zu weiteren Zusammenstößen in den benachbarten Dörfern Auqatty, Bular batyr und Sortöbe.

## Folgen
Die Zahl der Todesopfer wurde zunächst mit acht angegeben, erhöhte sich bis zum 10. Februar aber auf insgesamt zehn. Am 13. Februar gab der kasachische Innenminister Jerlan Turghymbajew die Zahl der Toten mit elf an. Neun Menschen kamen unmittelbar während der Unruhen zu Tode, zwei weitere Personen starben in Krankenhäusern. Mehr als 140 Menschen wurden verletzt und suchten medizinische Hilfe, weitere zwei Dutzend Menschen wurden in medizinischen Einrichtungen in Bischkek und im Gebiet Tschüi in Kirgisistan behandelt. Später gaben kirgisische Behörden an, dass 34 Menschen in Krankenhäusern behandelt wurden.
Über den Bezirk Qordai wurde von den Behörden der Ausnahmezustand verhängt und die Bereitschaftspolizei entsandt. Die Behörden eröffneten Ermittlungen, unter anderem wegen Mordes. Insgesamt wurden 39 Wohnhäuser, 20 Gewerbeeinheiten und 47 Fahrzeuge zerstört. Der Gesamtschaden wurde mit rund 1,7 Milliarden Tenge angegeben. Während eines Besuchs von Berdibek Saparbajew, dem stellvertretenden Premierminister Kasachstans, am 9. Februar versprach dieser den Wiederaufbau sämtlicher Gebäude. Die Regierung schuf zudem eine Sonderkommission zur Aufklärung der Vorfälle.
Nachdem kasachische Behörden zunächst dementiert hatten, dass Menschen über die Grenze nach Kirgisistan geflohen waren, wurde am 9. Februar die Zahl geflohener Bewohner mit rund 12.000 angegeben. Die meisten davon gehörten der Volksgruppe der Dunganen an. Am Tag darauf wurde diese Anzahl auf rund 24.000 Menschen nach oben korrigiert, was beinahe der Hälfte aller in der Region lebenden Dunganen entspricht. Der kirgisische Grenzschutz gab an, dass die meisten der geflohenen Menschen Frauen, Kinder und ältere Menschen waren. Einige hundert Menschen suchten zudem Schutz in den kasachischen Grenzschutzposten in Qarassu und Sortöbe. Am 8. Februar überreichten kirgisische Dunganen an der Grenze Nahrung und Medikamente an Dunganen in Kasachstan.
Am 10. Februar wurden eine Reihe hochrangiger Beamter und Politiker in der Region entlassen. Darunter waren unter anderem der Äkim des Gebietes Schambyl, Asqar Myrsachmetow, sein Stellvertreter, der Äkim des Bezirks Qordai sowie die Polizeichefs des Gebietes Schambyl und des Bezirks Qordai. Den Posten des Äkim des Gebietes Schambyl übernahm daraufhin Berdibek Saparbajew. Am 12. Februar wurden außerdem der Staatsanwalt des Gebietes Schambyl und der Leiter der regionalen Dienststelle des KNB entlassen.